# John Pordage

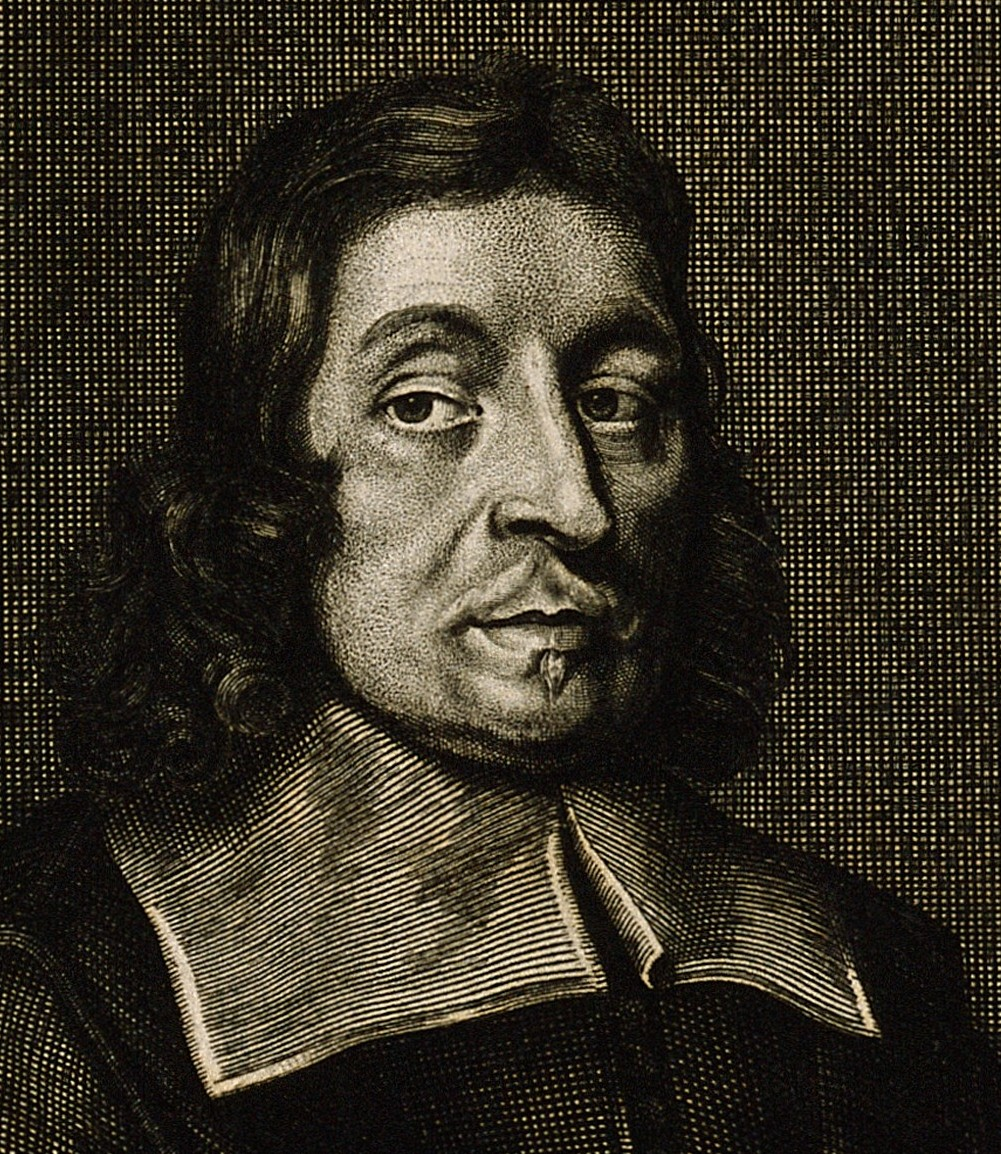
John Pordage

John Pordage (auch: Johannes Pordaedsche, * 1607 in London; † 1681) war ein anglikanischer Priester, Mystiker und Astrologe, der eine Bewegung von Jakob-Böhme-Anhängern in England gründete, die später von Jane Leade geführt wurden (Philadelphian Society).
Pordage, der Sohn eines Ladenbesitzers, war Hilfsgeistlicher in Reading und Rektor in Bradfield, dank der Gunst von Elias Ashmole, der ihn als Astrologen schätzte. Er lebte in einer spirituellen Gemeinschaft, die mystischen Ideen der Vervollkommnung verfolgte und sich durch Askese den Engeln nähern wollte. Er wurde vor ein puritanisches Kirchengericht (Committee for plundered ministers) gebracht, aber 1651 zunächst freigesprochen. Seine Gegner verfolgten die Sache mit neuen Anklagepunkten weiter und erreichten 1655 seine Entlassung. Im Lauf der Restauration erhielt er seinen Posten 1663 wieder. Später unterstützte er Jane Leade im Studium von Jakob Böhme. Postum erschien 1683 seine Theologia Mystica.
Er war allgemein als Dr. Pordage bekannt und bezeichnete sich in seinem Testament als Arzt, über einen M.D.-Abschluss ist aber nichts bekannt. Er war kein Alchemist, aber sein Philosophisches Send-Schreiben vom Stein der Weisheit erschien im Deutschen Theatrum Chemicum. Seine Theologia Mystica und Sophia wurden ins Deutsche übersetzt.